# Rorbu

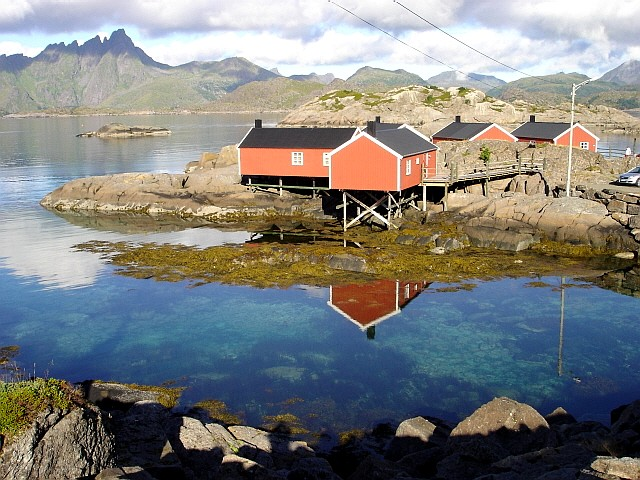
Conjuntode rorbuer construidos sobre las rocas del litoral, en las islas Lofoten.

Un rorbu es una cabaña de pesca sobre pilotes de Noruega.

## Etimología
En noruego, ror significa «remo» o «paleta», y bu, «pequeña casa». El plural noruego es rorbuer.

## Descripción
Un rorbu es una cabaña construida en madera, edificada sobre pilotes en la ribera de la costa noruega, directamenta sobre los roquedo. Habitualmente, un rorbu está pintado de color rojo con listones blancos en los lados y alrededor de puertas y ventanas. Se encuentran sobre todo en el norte del país, en especial en las islas Lofoten.
Algunos pueblos de pescadores también tienen edificaciones construidas siguiendo el mismo principio, pero son más grandes, lo que permite albergar un equipamiento de pescadores y de obreros, llamadas sjøhus («casas de pescadores»).

## Historia

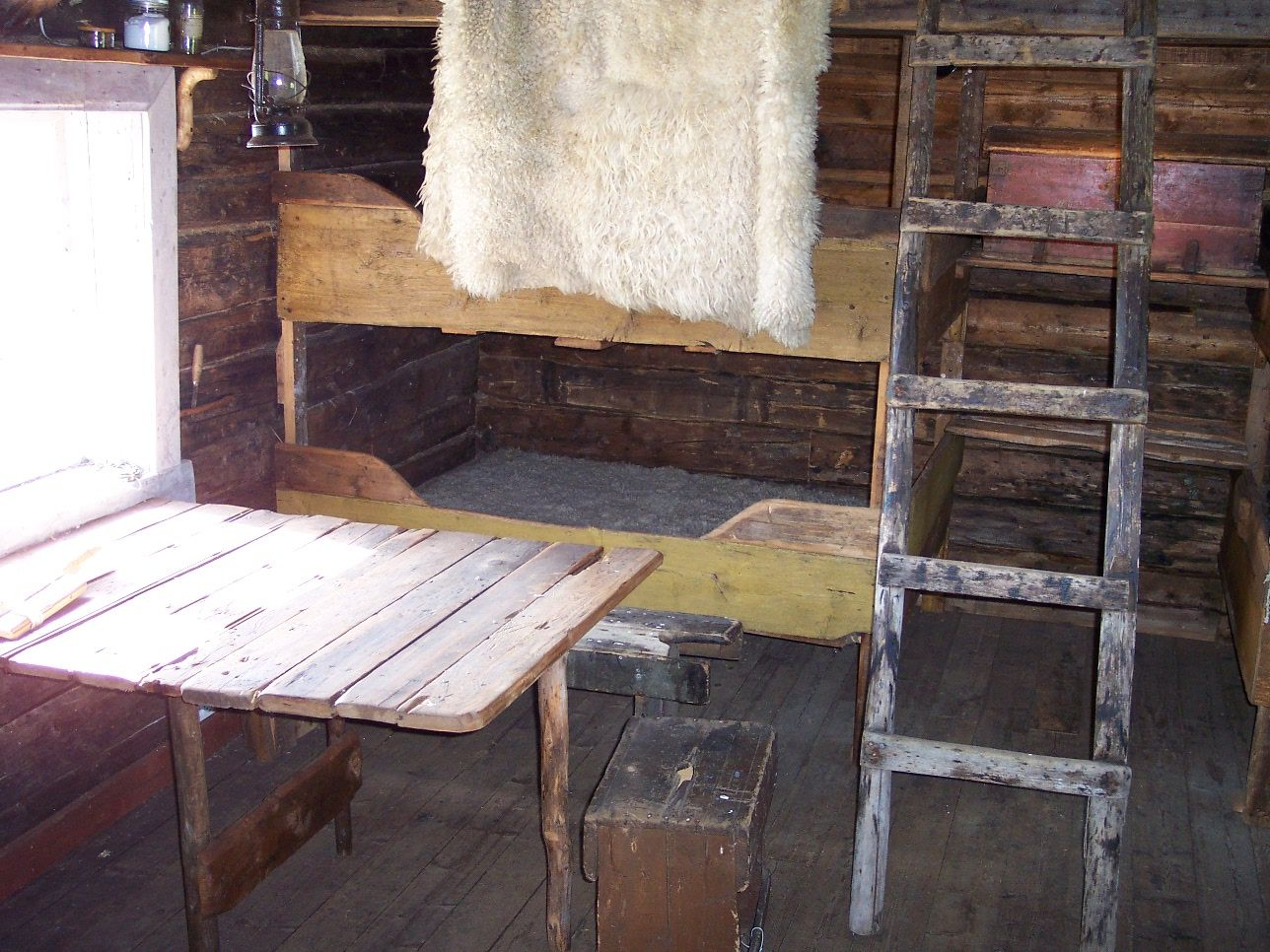
Interior de un rorbu.

Los rorbu se han construido en zonas de Noruega donde la pesca (principalmente la pesca del bacalao) era una importante actividad, pero de temporada, que tenía lugar durante los meses de invierno y que requería la construcción de alojamientos temporales adecuados. Estas cabinas permiten el acceso directo al mar y la descarga fácil de pescado. A menudo, varios pescadores comparten la misma edificación. En algunas regiones, los rorbu pertenecían a empresarios que los alquilaban alos pescadores. Actualmente, los rorbu se alquilan principalmente a los turistas. Tradicionalmente espartanos, estas cabañas se han restaurado y su interior se ha modernizado.